# Hans Kemming
Hans Kemming (Dieren, 18 november 1976) is een Nederlands voormalig voetballer. De verdediger kwam uit voor SBV Vitesse.
Kemming staat bekend als de voetballer met de kortste loopbaan in het Nederlandse betaald voetbal. Op 26 maart 1994 viel hij in blessuretijd in de wedstrijd Cambuur tegen Vitesse in voor Glenn Helder. Dertig seconden later floot scheidsrechter Fred Sterk voor het einde van de wedstrijd.
Hoewel hij bij zijn debuut slechts 17 jaar en 128 dagen oud was, speelde hij daarna geen enkele wedstrijd meer. Na blessureleed beëindigde hij later zijn kortstondige voetballoopbaan en ging geneeskunde studeren.